# Pont courbé
Le pont courbé (en bosnien : Kriva ćuprija) est situé en Bosnie-Herzégovine, sur le territoire de la ville de Mostar. Construit pendant la période ottomane, il est inscrit sur la liste provisoire des monuments nationaux Bosnie-Herzégovine.

## Localisation

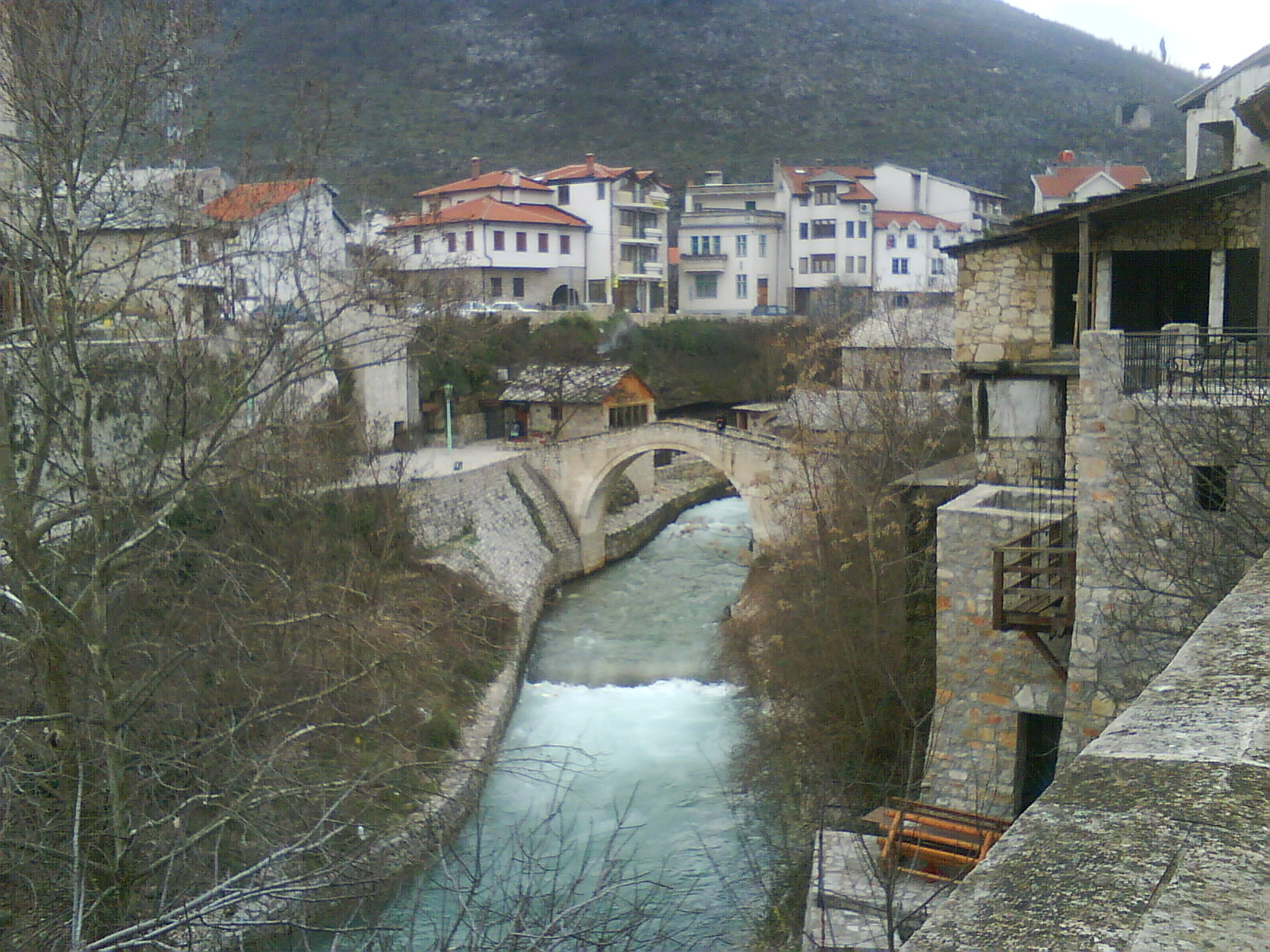
Le pont dans son environnement

## Architecture

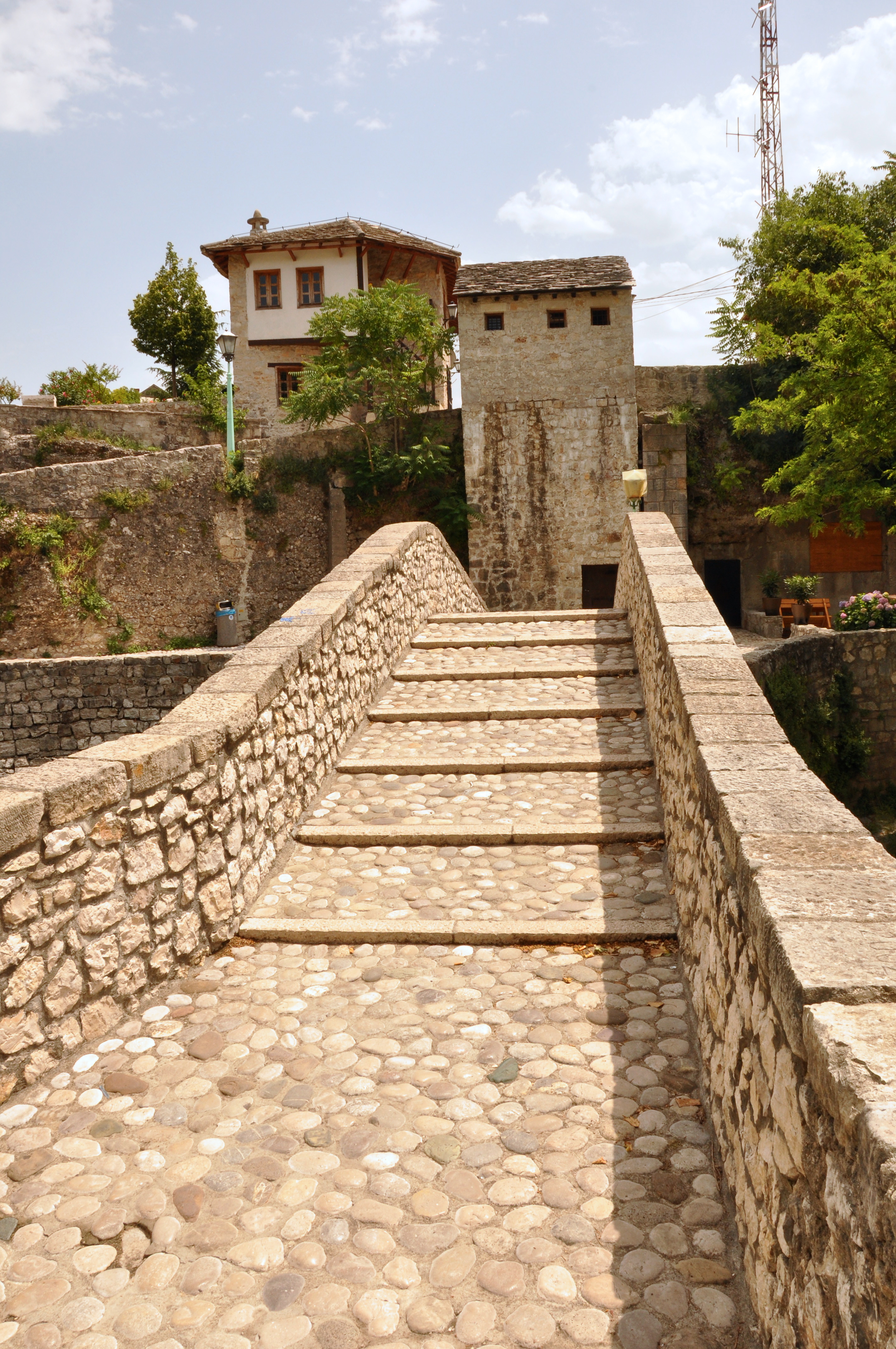
Autre vue du pont